# Anexação do Texas

República do Texas

A anexação do Texas, em 1845, foi uma anexação voluntária da República do Texas pelos Estados Unidos, tornando-se, o Texas, o 28.° estado do país. O novo estado incluía o atual Texas mais porções do que é hoje o Novo México, o Oklahoma, o Kansas, o Wyoming e o Colorado.

## Origens
Em 1837, a República do Texas, que tinha conquistado a sua independência do México, votou a favor da anexação com o consentimento dos EUA. Inicialmente, quando o ministro do Texas (embaixador) em Washington, DC, James Freeman, propôs ao governo de Martin Van Buren a anexação, em agosto de 1837, o pedido foi recusado já que o governo antecipara que iria entrar em guerra com o México. O Texas retirou a anexação oferecida em 1838, e optou por existir como nação independente, reconhecida pelos Estados Unidos, Reino Unido, França e Países Baixos. Em 1843, o Reino Unido opõe-se à anexação, mas o Presidente John Tyler decide apoiá-la. Apesar de o ditador mexicano Antonio López de Santa Anna ter alertado para o fato de que a anexação seria "equivalente a uma declaração de guerra", Tyler assinou o Tratado de Anexação do Texas em abril de 1844. O Senado rejeitou a proposta de forma esmagadora em 8 de junho: 35 votos contra 16. A Constituição exige a maioria de dois terços em votação no Senado para a confirmação de um tratado.

Map of Texas and the Countries Adjacent, William Hemsley Emory, 1844

James K. Polk, um forte defensor da expansão territorial, elegeu-se Presidente em novembro de 1844. Tyler, sabendo que o Senado não ratificaria o tratado, e obviamente havendo mudado seus aliados no Congresso, apresentou a anexação como projeto de resolução comum em dezembro. Com o Presidente Polk eleito, o Congresso aprovou a anexação em 28 fevereiro de 1845. Tyler aprovou a resolução conjunta, que reivindicou a anexação do Texas, a ser concluída até final de dezembro de 1845, em 1 de março. No entanto, como o processo foi realizado por meio de uma resolução conjunta do Congresso, alguns estudiosos não acreditam na sua legalidade nos termos do direito internacional.  Isto levou a questões sobre a situação legal do Texas.

## Consentimento e ratificação
Após extensa negociação pelo americano encarregado dos negócios para o Texas, Andrew Jackson Donelson, sobrinho do ex-presidente Andrew Jackson, o Presidente da República do Texas Anson Jones, o ex-presidente do Texas Sam Houston, o Texas e o Congresso consentiram na anexação. O Texas ratificou a resolução conjunta em 4 de julho. Em 29 dezembro de 1845, o Presidente Polk aprovou a admissão do Texas à União como um estado. 
Um fator da anexação do Texas foram discussões realizadas no Norte dos Estados Unidos foi a afirmação que haverá dois novos senadores do estado esclavagista do Texas. Embora o México tivesse banido completamente a escravidão nos anos anteriores à independência do Texas, a escravidão foi autorizada a prosseguir no Texas mexicano, e continuaram a existir escravos no Texas, durante os seus anos como uma república independente. 
O México rompeu relações diplomáticas com os EUA em 1845 sobre a questão, que finalmente levou à Guerra Mexicano-Americana do ano seguinte. O Tratado de Guadalupe Hidalgo terminou a guerra quando os Estados Unidos ratificaram o tratado em 10 de março de 1848. O tratado permitiu que os Estados Unidos comprassem a Califórnia e outras regiões do México, na condição de que os americanos teriam que honrar a cultura e os valores mexicanos. A anexação do Texas foi altamente controversa entre os estados e contribuíram para aumentar regionalismo americano que levou à Guerra Civil. 
Em 19 de fevereiro de 1846 foi realizada uma cerimônia oficial para marcar a transferência de autoridade. O Presidente do Texas, Anson Jones, proclamava: "O ato final neste grande drama é agora realizado. A República do Texas não existe mais."